# ジョージア・オキーフ
ジョージア・オキーフ（Georgia O'Keeffe, 1887年11月15日 - 1986年3月6日）は、20世紀のアメリカを代表する女性画家。夫は写真家のアルフレッド・スティーグリッツ。

## 人物
オキーフは70年にも及ぶ長い画歴のなかで、ほとんど風景、花、そして動物の骨だけをテーマとして描きつづけた。なかでもオキーフの名を一躍有名にした画面いっぱいに拡大して花の絵を描いた作品群や、牛の頭蓋骨をイコンのように威厳を込めて描いた作品群がよく知られる。またアメリカで（世界的にみても）抽象画を描きはじめた最初期の画家の一人でもあり、基本的には具象的モチーフにこだわりつつも、時おり抽象画も手がけ、精密派の画家として生涯にわたって抽象への関心を抱き続けた。
オキーフはウィスコンシン州の農家に生まれた。父はアイルランド系、母はハンガリーからの移民。7人兄弟の2番目の子供であり長女だった。
マディソンで高校時代をすごした後にシカゴ美術館附属美術大学で絵画を学び、更にニューヨークのアート・スチューデンツ・リーグ・オブ・ニューヨークに入学、ウィリアム・メリット・チェイスに師事した。ニューヨーク滞在中に将来の夫となる写真家のスティーグリッツに出会っている。
1908年、シカゴに戻りイラストレーターとして働いたが、1910年、病気が元で家族がいたバージニア州に移る。オキーフも一時、絵画から離れていたがバージニア大学の夏期講座に出席し、アーサー・ウェズリー・ダウに出会ったことがきっかけで再び描き始めるようになった。

## 伝記
- ジェフリー・ホグリフ『オキーフ　あるアメリカ神話の誕生』（野中邦子訳、平凡社〈20世紀メモリアル〉、1994年)

## 代表作
- 街の夜（1926年）（ミネアポリス美術研究所）
- 抽象　第6番（1928年）（愛知県美術館）
- 赤・白・青（1931年）（メトロポリタン美術館）
- 朝鮮朝顔、白い花NO.1（1932年）（クリスタル・ブリッジーズ・アメリカン・アート美術館）
- 雄羊の頭、白いタチアオイ、丘（1935年）（ブルックリン美術館）
- 骨盤とペダーナル山（1943年）（マンソン・ウィリアムズ・プロクター美術研究所）

### ギャラリー

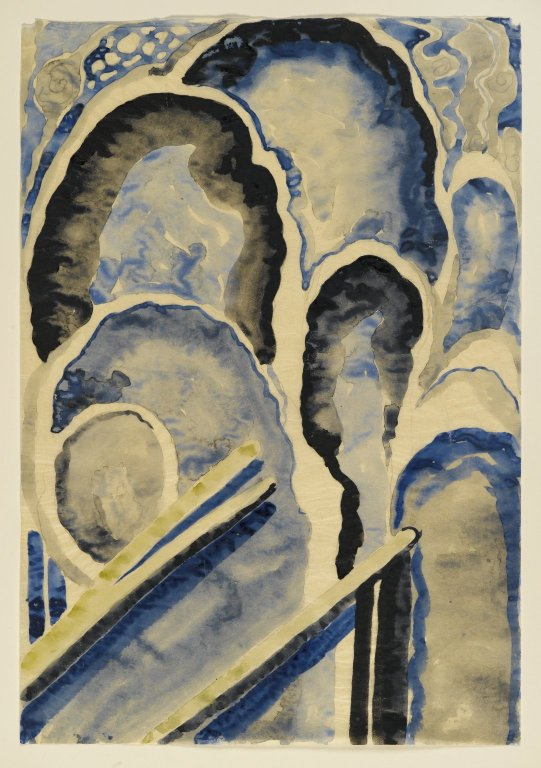
Blue 1, 1916, ブルックリン美術館
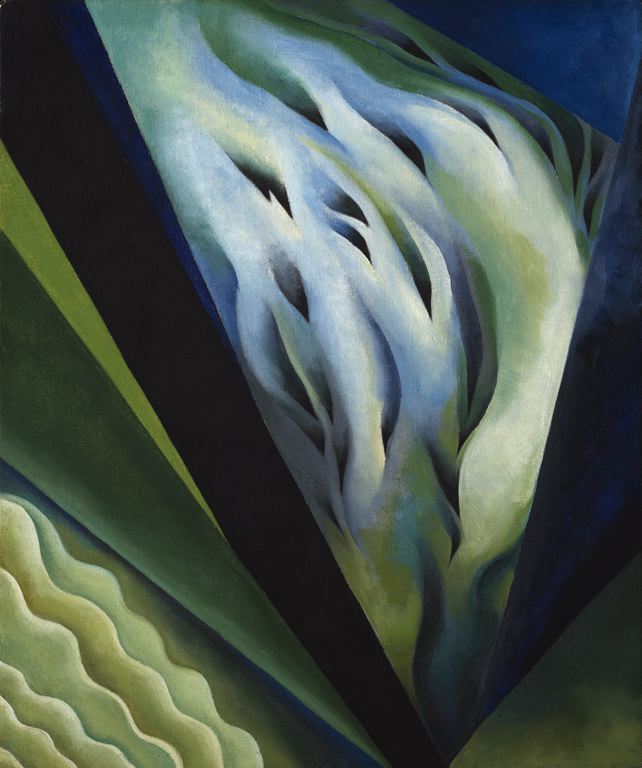
Blue and Green Music, 1921, シカゴ美術館